# Jefe Kitsap
Kitsap (Lushootseed: k̓c̓ap; fl. c. 1791-c. 1829) fue un líder del pueblo Suquamish durante el siglo XIX. Fue el organizador de una coalición regional que buscaba poner fin a las constantes incursiones esclavistas perpetradas por las tribus Cowichan. Su riqueza y prestigio le permitieron construir la Casa del Anciano, una de las casas comunales más famosas del Estrecho de Puget. Kitsap, que conoció a una de las primeras expediciones europeas al Estrecho de Puget, se alió rápidamente con los comerciantes europeos y sentó un precedente para las actitudes de los suquamish hacia los colonos blancos en el futuro.
Era famoso por su destreza, estrategia militar, riqueza y poderes medicinales, y los suquamish lo recuerdan tanto por sus logros militares como por su naturaleza violenta, que le granjeó muchos enemigos. Sus campañas militares influyeron en el Jefe Seattle, su sobrino. Su contemporáneo, el pionero Theodore O. William, dijo que Kitsap fue el jefe más poderoso del Estrecho de Puget entre 1790 y 1845. El condado de Kitsap, en Washington, y la península de Kitsap llevan su nombre.

## Biografía

### Primeros años de vida
Kitsap nació  hijo de un hombre de una familia Skopamish (Lushootseed: sxʷq̓ʷupabš) de ascendencia Yakama, que se había casado con una suquamish, lo que le daba fuertes lazos con el pueblo Green River. Kitsap estaba emparentado con Schweabe, el padre de Seattle. Kitsap vivía en una casa comunal en Bainbridge Island, ubicada al oeste de Restoration Point en Rich Passage.
El nombre Kitsap era relativamente común entre los Suquamish.

### Ascenso en prominencia
Supuestamente predijo la llegada de los europeos aproximadamente un año antes de que el HMS Discovery llegara al Estrecho de Puget. Se dice que Kitsap, sosteniendo una cuenta comercial, anunció que las personas que eran el origen de las cuentas vendrían a visitarlo pronto. George Vancouver finalmente se detendría en un campamento Suquamish el 20 de mayo de 1792, donde se enfrentó a los Suquamish locales. Dos hombres Suquamish, uno de los cuales probablemente era Kitsap, encabezaron una procesión de bienvenida en canoas y finalmente fueron invitados a abordar el Discovery. A los hombres se les mostraron diversos bienes y baratijas, incluida melaza, que Kitsap intentó usar para tapar grietas en su canoa (solo para que la melaza se disolviera en el agua).
Kitsap era conocido por su liderazgo durante la guerra, pero no le gustaba la práctica habitual de decapitar a los enemigos y exhibir la cabeza. Más bien, llamó a la práctica un «alarde», que luego influiría en Seattle en sus propias campañas de guerra.

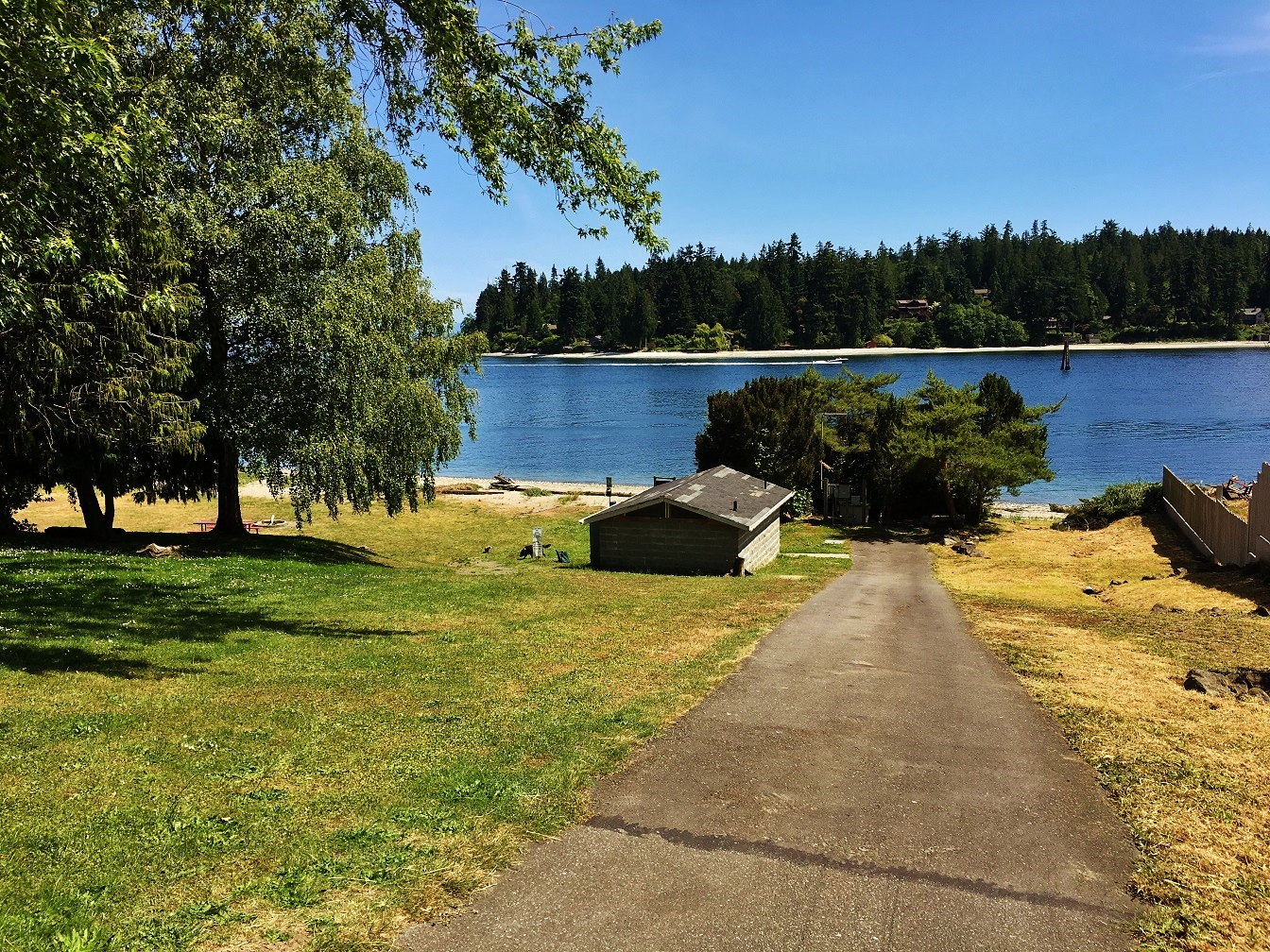
El sitio de la Casa del Anciano.

En algún momento a finales del siglo XVIII, se construyó la Casa del Anciano en dxʷsəq̓ʷəb, en el Paso de Agate. Según algunos informantes en 1855 fue un hermano de Seattle quien la construyó. A principios del siglo XX, los informantes Suquamish informaron que Kitsap fue el creador de la famosa casa comunal. Uno de los nietos de Seattle, Sam Wilson, dijo que Kitsap se inspiró para construir la Casa del Anciano en un sueño en el que él y los Suquamish podrían saludar a los europeos cuando regresaran. Para construir la casa, se limpió un pantano de espadañas en el Paso de Agate y se excavó una franja de tierra. Los hombres talaban grandes cedros para hacer las vigas y los tablones. Kitsap invitó a trabajadores de todo Puget Sound, tan al sur como el pueblo Cowlitz, y organizó competiciones para levantar los enormes troncos y colocarlos en su lugar. En total, el proyecto duró cuatro años. Kitsap vivía en una sección central de la casa comunal, pintada de rojo y negro. Su  «apartamento» estaba flanqueado por dos imágenes talladas: una de un hombre con mosquete s y otra de un hombre con sombrero de copa alta y levita, posiblemente derivadas de sus recuerdos de la tripulación de Vancouver. Sobre la casa comunal estaba tallada la imagen de un pájaro del trueno, que puede haber representado su poder espiritual, tubšədəd. También puede haber estado asociado con la historia de la creación del Paso de Agate, en la que un águila y una serpiente ensancharon un canal estrecho hasta convertirlo en un pasadizo ancho durante una batalla. Supuestamente Kitsap hizo uno de los petroglifos en x̌alilc, un bloque errático asociado con la Casa del Anciano.
En 1815, Kitsap era de mediana edad y se lo describía como un «hombre alto, ancho y grueso» y un «líder despiadado y dominante que mató a su propio tío». Su ascendencia, así como la propiedad de la Casa del Anciano y la casa comunal más antigua en Rich Passage, demostraban que era rico y su fuerza también era famosa. Según la tradición, pudo mantenerse de pie en una canoa frente a Point Defiance (Lushootseed: sč̓itus) y disparar una flecha a más de 200 pies (61,0 m) hacia arriba y sobre los acantilados.

### Lucha contra los Cowichans
En 1821, el comerciante escocés James McMillan dirigió una expedición a través del Estrecho de Puget. Alrededor del 7 o 8 de diciembre, desembarcaron en una aldea Suquamish, tratando de hablar con un jefe conocido, posiblemente Kitsap, pero encontraron poca gente. El resto había huido, esperando que se tratara de un grupo de incursiones del pueblo Cowichan, cuyas incursiones de esclavos aterrorizaron gran parte de la región a principios del siglo XIX. Kitsap quería crear una alianza para defenderse de los Cowichans de la isla de Vancouver, y imaginó una coalición que se extendiera desde el río Columbia hasta el Estrecho de Puget, con la Casa del Anciano en el centro. Su pariente, Schweabe, lideró los esfuerzos para producir canoas, mientras que el hijo de Schweabe, Seattle, puede haber intimidado a otras tribus para que se unieran a la coalición tomando rehenes.
El primer ataque se produjo alrededor de 1825, según el relato de William Fraser Tolmie, con Kitsap y los suquamish liderando la coalición.   Contingentes de Stkamish, Sammamish, Puyallup, Nisqually, Squaxin, Chehalis, Cowlitz y más se unieron a los Suquamish en el ataque en más de doscientas canoas de guerra. En el camino hacia el norte, la coalición atacó los campamentos de Snohomish y Skagit en busca de suministros antes de continuar más allá de las islas San Juan. Después de cruzar el estrecho de Haro hacia la isla de Vancouver, llegaron cerca del puerto de Victoria, donde atacaron los campamentos de Cowichan y encontraron que todos los hombres se habían ido, quedando sólo mujeres, niños y hombres ancianos. Después de matar a los ancianos, tomaron prisioneros a las mujeres y los niños, en represalia por las mujeres y los niños robados y asesinados por los Cowichan. Atacaron una aldea Tsou-ke y tomaron prisioneros. El líder de la aldea les advirtió que los asaltantes Cowichan y Saanich viajaban para atacar a los S'Klallam ese mismo día, y si regresaban y veían a la fuerza Suquamish, los atacarían y matarían a los prisioneros. La flota del Estrecho de Puget siguió al Cowichan a través del estrecho de Juan de Fuca hasta Dungeness Spit. A través de la niebla, la fuerza Suquamish escuchó a los Cowichan celebrando una incursión exitosa contra los S'Klallam, con sus canoas llenas de esclavos y botín. Sorprendidas, las fuerzas de Cowichan y Saanich intentaron organizar una conferencia para cesar hostilidades, pero Kitsap y las fuerzas de Suquamish despertaron a los guerreros, cantando canciones de poder y ejecutando a sus prisioneros frente a la fuerza del norte. Los cowichan y los saanich también cantaron, y una fuente contemporánea informó que los cowichan ejecutaron a los esclavos s'klallam que habían capturado en la redada.s
Cuando comenzó la batalla, la fuerza de Cowichan se retiró para atraer a los atacantes Suquamish hacia adelante. Embistieron sus grandes canoas contra las canoas más pequeñas del Estrecho de Puget y les dispararon flechas, apuñalando a cualquiera que cayera al agua. Esto desintegró rápidamente la flota Suquamish, que se retiró a mar abierto. Kitsap y su hermano Telibut sobrevivieron; supuestamente Telibut recibió un disparo en el ojo con una flecha, pero él se lo arrancó y siguió luchando. El propio Kitsap devolvió el fuego de flechas, recogiendo las flechas caídas después de que las suyas se agotaran. Los relatos de la batalla cuentan que todas las flechas que le dispararon atravesaron su cabello sin hacerle daño. La batalla duró desde aproximadamente el mediodía hasta aproximadamente las seis de la tarde, y terminó con solo cuarenta canoas Suquamish regresando a casa. Los cowichan regresaron con «aproximadamente el mismo número» que los suquamish, según los relatos de varios que participaron en la batalla.
A pesar de que algunas fuentes lo describieron como un desastre, el ataque detuvo las incursiones de los cowichanos en Puget Sound y estableció a Kitsap como «el jefe más poderoso de Puget Sound». Cuando el hijo mayor de Kitsap visitó Fort Langley para comerciar, se reunió con Shashia, un líder de los Cowichan, quien lo puso bajo su protección. Además, los grupos de Cowichan y Puget Sound comenzaron a fortalecer sus vínculos. La primera esposa de Seattle fue cowichan, y su hija, Angeline, se casó con un hombre mitad cowichan.
Después de la guerra, los suquamish fortalecieron su confianza. Treinta Suquamish y un líder, probablemente Kitsap, visitaron la segunda expedición de James McMillan el 6 de julio de 1827, quienes estaban acampando en Point Jefferson (Lushootseed: sqʷayupšəd). El grupo de Suquamish trajo bienes comerciales, aunque McMillan se sintió amenazado por su presencia, preocupado de que su nueva confianza pudiera haberlos llevado a matarlos y tomar sus pertenencias.

### Guerra del Estrecho de Puget y últimos años
El 29 de junio de 1829, Kitsap puede haber sido el «viejo indio» y jefe de los Suquamish que se reunió con un contingente de colonos armados liderados por un tal Alexander McLeod. McLeod fue enviado por la Compañía de la Bahía de Hudson (HBC) para tomar represalias contra los S'Klallam por atacar a los comerciantes de la HBC. Los Suquamish se ofrecieron a acompañarlos, buscando convertirse en aliados del HBC. Aunque los S'Klallam intentaron negociar, el barco Cadboro de la HBC atacó al grupo S'Klallam enviado a parlamentar, y el grupo McLeod quemó una casa comunal en Port Townsend.
Según un relato suquamish, Kitsap intentó violar a la hija de uno de sus esclavos, y cuando ella lo arañó, él la mató abriéndole el cráneo con una piedra. Cuando Kitsap murió más tarde, algunos creyeron que la madre de la niña le había enviado «poder asesino».

## Muerte
En la década de 1830, Kitsap había desaparecido del registro histórico. El historiador David Buerge cree que su ausencia sugiere que ya había muerto en ese momento. Según su nieto, William, Kitsap fue asesinado y su cuerpo fue enterrado en un lugar secreto. Sin embargo, ladrones de tumbas al servicio del Instituto Smithsoniano encontraron más tarde sus huesos y los robaron.
Después de su muerte, los S'Klallam llevaron a cabo un ataque contra los Suquamish y mataron a varios. Los suquamish querían llevar a cabo una incursión en venganza, sin embargo, un nuevo líder, Challacum, declaró que no quería más asesinatos, con la intención de evitar que la violencia estallara una vez más en el estrecho, como lo había hecho Kitsap.

## Legado
El pionero Theodore O. Williams llamó a Kitsap «el mayor guerrero indio del siglo pasado» y «el jefe más poderoso que los indios del estrecho de Puget conocieron jamás». Por otra parte, el historiador del siglo XIX Elwood Evans postuló que era más reverenciado por su capacidad para curar heridas graves recibidas en batalla. Kitsap también fue recordado por su personalidad violenta, y su nieto, William Kitsap, afirmó que esto le trajo muchos enemigos, lo que finalmente resultó en su asesinato. A pesar de ello, los suquamish lo recuerdan más por su visión estratégica y liderazgo que por su riqueza y fuerza, y su capacidad para formar una alianza para lograr «lo que nadie podría haber logrado solo».
Los intentos de Kitsap de aliarse con los colonos blancos sentarían un precedente para la política de los Suquamish. Otro líder de los suquamish, Challacum, mantuvo buenas relaciones con los colonos, probablemente influenciado por los intentos de Kitsap. Como tío del Jefe Seattle, también ejerció influencia en la vida de Seattle y en sus campañas de guerra.
La península de Kitsap y el condado de Kitsap reciben su nombre de Kitsap, según historiadores modernos y contemporáneos. Según Evans, el condado celebró una elección para decidir un nuevo nombre para el entonces llamado condado de Slaughter. Se eligió el nombre de Kitsap porque «era uno de los jefes más destacados» que residían en Port Madison, que era la sede del condado.
Hubo otras personas que se llamaban «Kitsap». Entre ellos se incluyen un jefe Skopamish que luchó con Leschi durante la Guerra del Estrecho de Puget, un Klickitat que mató al teniente William Alloway Slaughter  durante las Guerras Indias, y uno de los descendientes de Kitsap, Johnny Kitsap, que también era conocido como Jefe Kitsap. Aunque es imposible estar seguro, el presidente de la Suquamish, Leonard Forsman, cree que la mayoría de las personas sabían que estaban votando por Kitsap, el suquamish, en lugar de por Klickitat Kitsap, que vivió en la misma época, cuando se cambió el nombre del condado de Slaughter a condado de Kitsap.